# Josep Martí i Sàbat
Josep Martí i Sàbat (Reus, 1880- Barcelona, 1970) va ser un professor i escriptor català.
Era fill de Josep Martí Folguera, i de ben jove es traslladà a Barcelona, amb els seus pares, on es llicencià en dret i en filosofia i lletres. També va cursar estudis de piano amb el mestre Carles Gumersind Vidiella i Esteba. Va estar en contacte amb els cercles noucentistes i va ser membre de la Joventut Nacionalista de la Lliga. Col·laborà en diverses publicacions, com La Veu de Catalunya, Empori o La Revista. A partir de l'any 1920 donà classes de dret i ètica a l'Escola Superior de Bibliotecàries. El 1909 va publicar, dins de la “Biblioteca Popular dels Grans Mestres” una versió al català d'El rei Joan, de Shakespeare.